# Tre indvendige Jomfruer
Tre indvendige Jomfruer er en dansk stumfilm.